# Entrata attori
Entrata attori (Stage Door Cartoon) è un film del 1944 diretto da Friz Freleng. È un cortometraggio d'animazione della serie Merrie Melodies, uscito negli Stati Uniti il 30 dicembre 1944. È il primo cartone animato in cui la canzone caratteristica di Bugs Bunny "What's Up Doc?" viene riprodotta durante i titoli di testa.

## Trama
Taddeo tenta di catturare Bugs Bunny con una carota su un amo da pesca, ma Bugs attacca l'amo ai pantaloni di Taddeo e lo tira su. Quindi Taddeo insegue Bugs in un teatro; il coniglio si traveste da ballerina di can-can, ma Taddeo lo riconosce e gli impedisce di uscire dal palco. Bugs balla, poi suona il piano in cui Taddeo si nasconde e viene sballottato. Bugs poi induce Taddeo a tuffarsi in un bicchiere d'acqua e quindi a indossare un costume shakespeariano; Bugs gli suggerisce però varie pose e facce buffe, al che il pubblico fischia Taddeo e gli lancia un pomodoro. Successivamente Bugs fa eseguire a Taddeo uno spogliarello e si traveste da sceriffo del sud. Lo sceriffo arresta Taddeo per "boccacce oscene in luogo pubblico" e lo porta giù dal palco, ma si ferma quando nota che si sta proiettando un film di Bugs Bunny. Taddeo nota la scena con il travestimento di Bugs, pensa che lo sceriffo sia un impostore e gli toglie il vestito, accorgendosi però che si tratta di un vero sceriffo. Quest'ultimo scorta furiosamente Taddeo fuori dal teatro, mentre Bugs dirige l'orchestra nel finale.

## Distribuzione

### Edizione italiana
La prima edizione italiana del corto, doppiata a Milano, fu realizzata per la distribuzione in VHS nel 1986. Dieci anni dopo, per la trasmissione televisiva, il film fu ridoppiato dalla Angriservices Edizioni sotto la direzione di Renzo Stacchi. Tuttavia in televisione è stata successivamente ripristinata la prima edizione. Non essendo stata registrata una colonna internazionale, in entrambi i casi fu sostituita la musica presente durante i dialoghi.

### Edizioni home video

#### VHS
America del Nord
- Bugs Bunny and Elmer Fudd Cartoon Festival Featuring "Wabbit Twouble" (1986)
- Bugs vs. Elmer (1990)

#### Laserdisc
- The Golden Age of Looney Tunes Vol. 3 (23 dicembre 1992)

#### DVD
Il corto fu pubblicato in DVD-Video nel quarto disco della raccolta Looney Tunes Golden Collection: Volume 2 (intitolato Looney Tunes All-Stars: On Stage and Screen) distribuita in America del Nord il 2 novembre 2004; il DVD fu pubblicato in Italia il 16 marzo 2005 nella collana Looney Tunes Collection, col titolo All Stars: Volume 3. In America del Nord fu inserito anche nel secondo disco della raccolta DVD Looney Tunes Spotlight Collection Volume 2, uscita il 2 novembre 2004. Fu poi inserito come contenuto speciale nell'edizione DVD di Ho baciato una stella, uscita in America del Nord l'11 novembre 2008.